# Чавар, Марьян
Марьян Чавар (босн. Marijan Ćavar; 2 февраля 1998, Прозор-Рама, Босния и Герцеговина) — боснийский футболист, полузащитник клуба «Широки Бриег».

## Клубная карьера
Леннарт Чиборра родился в Прозор-Рама, небольшой общине в Боснии и Герцеговине. Около пяти лет занимался в местной команде Рама. В 2013 году перешёл в команду «Бранител», а уже через год стал членом молодёжного состава многогратного чемпиона Боснии — «Зриньски». В 2017 году стал привлекаться в играх основного состава клуба. Играя за первую команду, привлёк внимание немецкого клуба «Айнтрахт». 19 января стал игроком франкфуртcкого клуба. 
С 2018 по 2019 года на правах аренды выступал за хорватский клуб «Осиек».
В январе 2011 года в качестве свободного агента пополнил ряды клуба «Гройтер Фюрт».

## Достижения
«Зриньски»
- Чемпион Боснии и Герцеговины: 2016/17

«Айнтрахт» (Франкфурт-на-Майне)
- Обладатель Кубка Германии: 2017/18